# Mauriac (Puèi Domat)
Moriat és un municipi francès situat al departament del Puèi Domat i a la regió d'Alvèrnia-Roine-Alps. L'any 2007 tenia 346 habitants.

## Demografia

### Població
El 2007 la població de fet de Moriat era de 346 persones. Hi havia 151 famílies de les quals 46 eren unipersonals (23 homes vivint sols i 23 dones vivint soles), 54 parelles sense fills, 43 parelles amb fills i 8 famílies monoparentals amb fills.
La població ha evolucionat segons el següent gràfic:
Habitants censats

### Habitatges
El 2007 hi havia 187 habitatges, 152 eren l'habitatge principal de la família, 14 eren segones residències i 21 estaven desocupats. 177 eren cases i 8 eren apartaments. Dels 152 habitatges principals, 128 estaven ocupats pels seus propietaris, 20 estaven llogats i ocupats pels llogaters i 4 estaven cedits a títol gratuït; 1 tenia una cambra, 5 en tenien dues, 28 en tenien tres, 49 en tenien quatre i 69 en tenien cinc o més. 113 habitatges disposaven pel capbaix d'una plaça de pàrquing. A 71 habitatges hi havia un automòbil i a 67 n'hi havia dos o més.

### Piràmide de població
La piràmide de població per edats i sexe el 2009 era:
| Homes | Edats   | Dones |
| ----- | ------- | ----- |
| 0     | 95 o +  | 4     |
| 0     | 90 a 94 | 0     |
| 0     | 85 a 89 | 0     |
| 0     | 80 a 84 | 4     |
| 12    | 75 a 79 | 8     |
| 0     | 70 a 74 | 12    |
| 12    | 65 a 69 | 12    |
| 12    | 60 a 64 | 4     |
| 4     | 55 a 59 | 8     |
| 12    | 50 a 54 | 8     |
| 8     | 45 a 49 | 8     |
| 8     | 40 a 44 | 12    |
| 16    | 35 a 39 | 4     |
| 20    | 30 a 34 | 24    |
| 8     | 25 a 29 | 12    |
| 12    | 20 a 24 | 8     |
| 12    | 15 a 19 | 12    |
| 0     | 10 a 14 | 8     |
| 16    | 5 a 9   | 4     |
| 8     | 0 a 4   | 16    |

## Economia
El 2007 la població en edat de treballar era de 208 persones, 159 eren actives i 49 eren inactives. De les 159 persones actives 145 estaven ocupades (80 homes i 65 dones) i 15 estaven aturades (7 homes i 8 dones). De les 49 persones inactives 15 estaven jubilades, 12 estaven estudiant i 22 estaven classificades com a «altres inactius».

### Ingressos
El 2009 a Moriat hi havia 161 unitats fiscals que integraven 374 persones, la mediana anual d'ingressos fiscals per persona era de 15.901,5 €.

### Activitats econòmiques
Dels 11 establiments que hi havia el 2007, 1 era d'una empresa alimentària, 2 d'empreses de fabricació d'altres productes industrials, 2 d'empreses de construcció, 3 d'empreses de comerç i reparació d'automòbils, 1 d'una empresa d'hostatgeria i restauració, 1 d'una entitat de l'administració pública i 1 d'una empresa classificada com a «altres activitats de serveis».
Dels 3 establiments de servei als particulars que hi havia el 2009, 1 era un paleta, 1 lampisteria i 1 perruqueria.
L'any 2000 a Moriat hi havia 14 explotacions agrícoles que ocupaven un total de 800 hectàrees.

## Equipaments sanitaris i escolars
El 2009 hi havia una escola elemental.

## Poblacions més properes
El següent diagrama mostra les poblacions més properes.